# Eragrostis lanicaulis
Eragrostis lanicaulis är en gräsart som beskrevs av Michael Lazarides. Eragrostis lanicaulis ingår i släktet kärleksgrässläktet, och familjen gräs. Inga underarter finns listade i Catalogue of Life.